# Gust Gils
Gust Gils (20 augustus 1924 - 11 november 2002) was een Antwerps dichter. Gust Gils was een van de oprichters van het avant-gardetijdschrift Gard Sivik (1954). Verder was hij redacteur van Podium.
Zijn werken zijn verschenen in de absurdistische bundels Paraproza en de verzamelbundels Afschuwelijke roze yogurtman (1972) en Mijn plichtvergeten werk (1994).

## Biografie
Gust Gils werd op 20 augustus 1924 geboren te Antwerpen. Hij was bediende maar hield zich in de marge bezig met allerlei kunstvormen. Op jonge leeftijd maakte de Antwerpenaar reeds tekeningen, schilderijen, monotypes, droge naalden, gravures, lino's en houtsneden. Aan het begin van de jaren vijftig begon Gils te beeldhouwen, hoofdzakelijk met hout. In diezelfde periode begon hij zijn eerste gedichten te schrijven.
In 1953 verscheen het debuut van Gils in eigen beheer (Partituur voor vlinderbloemigen) en in 1954 stond de dichter mee aan de wieg van het Vlaamse, experimentele tijdschrift Gard Sivik, vernoemd naar het gelijknamige jazz-café in Antwerpen. Later trad Gils toe tot de redactie van Podium.

## Oeuvre
Het poëtisch oeuvre van Gils wordt gekenmerkt door een sterke muzikale invloed (zie de titels van enkele dichtbundels die het woord "partituur" bevatten). De dichter beweerde zelf dat zijn poëzie een "auditief" karakter had. Gils hoorde zijn gedichten en vond dat die ook vooral hardop gelezen moeten worden. Belangrijk daarbij is niet zozeer de welluidendheid van het vers, als wel het ritme. Later zou Gils de schemerzone tussen poëzie en muziek verder verkennen in zogenaamde "verbosonische" experimenten.
Zijn prozawerk bestaat voornamelijk uit bundels van korte "verhaaltjes", gekenmerkt door een mengeling van surrealistische uitgangsposities en wendingen, quasi-metafysische bespiegelingen, en vooral een absurde humor. Vertrekkende van een ongewone premisse ontwikkelt de auteur een schijnbaar logische argumentatie die dan echter snel verdwaalt in de meest onwaarschijnlijke, groteske situaties.  Aldus situeert hij zich in de traditie van Franz Kafka en het Belgische Surrealisme (zoals vertegenwoordigd door de schilder René Magritte), zij het met een uitgesproken komische inslag.

## Werken

### Poëzie
- Partituur voor vlinderbloemigen (1953)
- Zeer verlaten reiziger (1954)
- Teorema voor personage (1957)
- Ziehier een dame (1957)
- Anoniem 20e eeuw (1959)
- Gewapend oog (1962)
- Drie partituren (1962)
- Een plaats onder de maan (1965)
- Insomnia ferox (1965)
- Manuskript gevonden tijdens achtervolging (1967)
- Levend voorwerp (1969)
- Afschuwelijke roze yogurtman (1972)
- Linke Kornak (1974)
- Zevenmaal zeven haikoes. Pseudojapanse verzen (1975)
- Een handvol ingewanden (1977)
- Sneldrogende poëzie (1978)
- Onzachte landing (1979)
- Uniek onkruid (1982)
- Een vingerknip (1983)
- Zanger met zuurstofmasker (1988)
- Sindromen (1990)
- Stem buiten beeld (1992)
- Mijn plichtvergeten werk (1994; retrospektieve keuze)
- Vijftien nagelaten gedichten uit wat de bundel Spookpijnen had moeten worden, werden opgenomen in nr. 84 (2004) van De Brakke Hond
- Enkele nagelaten gedichten zijn gebloemleesd in De Volksverheffing, editie 2005 (Amsterdam, Atlas)
- Spookpijnen (2015; gedichten 1993-1999)
- Het stof van eeuwen (2016; gedichten 1953-1962)

### Proza
- Met de noorderzon op stok (1960)
- Verbanningen (1964)
- De röntgenziekte (1966)
- Berichten om bestwil. Gevolgd door Finimeuble (1968)
- Dank voor de blijdschap (1977)
- Binnenwaartse buitenstaanders (1978)
- Integendelen (1979)
- Geest in opdracht (1980)
- Het weeë gebeente (1982)
- Het zoemen van de bierkaai (1985)
- Antwoordapparaat (1989)
- Schotbalken en doorlaatkleppen (1999)
- Berichten om bestwil. Gevolgd door Finimeuble (2003; heruitgave in de reeks Vlaamse Bibliotheek)
- Posthipnotiese ingreep. Vier romanverhalen (2013; nagelaten verhalen)

### Secundair
- Gust Gils in zijn experiment (2015; red. Matthias Velle, Hans Vandevoorde, Els Van Damme & Yves T'Sjoen)

## Onderscheidingen
- 1960 - Dirk Martensprijs voor Manuscript gevonden tijdens achtervolging
- 1966 - Lucy B. en C.W. van der Hoogtprijs voor Een plaats onder de zon
- 1981 - Prijs van de provincie Antwerpen
- 1996 - Oeuvreprijs van de Vlaamse Gemeenschap